# The Best of David Bowie 1969/1974
The Best of David Bowie 1969/1974 är ett samlingsalbum av David Bowie utgivet den 7 oktober 1997. Albumet ingår också som den första skivan i The Platinum Collection.

## Låtlista
Alla låtar är skrivna av David Bowie om inget annat namn anges.
1. "The Jean Genie" - 4:08
2. "Space Oddity" - 5:15
3. "Starman" - 4:18
4. "Ziggy Stardust" - 3:16
5. "John, I'm Only Dancing" - 2:42
6. "Rebel Rebel" - 4:30
7. "Let's Spend the Night Together" (Mick Jagger/Keith Richards) - 3:07
8. "Suffragette City" - 3:27
9. "Oh! You Pretty Things" - 3:14
10. "Velvet Goldmine" - 3:11
11. "Drive-In Saturday" - 4:29
12. "Diamond Dogs" - 6:05
13. "Changes" - 3:34
14. "Sorrow" (Bob Feldman/Jerry Goldstein/Richard Gotther) - 2:55
15. "The Prettiest Star - 3:14
16. "Life on Mars?" - 3:52
17. "Aladdin Sane" - 5:10
18. "The Man Who Sold the World" - 3:56
19. "Rock 'n' Roll Suicide" - 3:00
20. "All the Young Dudes" - 4:11